# Édson dos Santos
Édson dos Santos (ur. 19 marca 1933 w Ilhéus) – brazylijski piłkarz, występujący podczas kariery na pozycji środkowego obrońcy.

## Kariera klubowa
Piłkarską karierę Édson rozpoczął w Américe Rio de Janeiro w 1953. Na przełomie lat 50. i 60. występował w SE Palmeiras, Sporcie Recife i Botafogo FR. W 1960 Édson wyjechał do Argentyny i przez cztery lata występował w Boca Juniors.
Z Boca Juniors zdobył mistrzostwo Argentyny w 1962. Potem występował jeszcze w Kolumbii w Unión Magdalena.

## Kariera reprezentacyjna
W reprezentacji Brazylii Édson zadebiutował 12 czerwca 1956 w wygranym 2-0 meczu z reprezentacją Paragwaju, którego stawką było Copa Oswaldo Cruz 1956. W 1957 roku Édson uczestniczył w Copa América 1957, na której Brazylia zajęła drugie miejsce. W turnieju Édson wystąpił we wszystkich sześciu meczach z: Chile, Ekwador, Kolumbią, Urugwajem, Peru i Argentyną w finale.
W 1959 roku wziął w udział w drugim turnieju Copa América 1959 w Ekwadorze, na którym Brazylia zajęła trzecie miejsce. W turnieju pełnił rolę kapitana i wystąpił we wszystkich czterech meczach z: Paragwajem, Urugwajem, Ekwadorem i Argentyną. Ostatni raz w reprezentacji wystąpił 27 grudnia 1959 w wygranym 2-1 towarzyskim meczu z reprezentacją Ekwadoru. Ogółem w reprezentacji Brazylii wystąpił 18 razy.